# Eternal Atake 2
Eternal Atake 2 — четвёртый студийный альбом американского рэпера Lil Uzi Vert. Вышедшая 1 ноября 2024 года, пластинка содержит единственное гостевое участие от бой-бэнда Big Time Rush. Это сиквел второго студийного альбома музыканта, вышедшего в 2020 году.

## Предыстория
После выхода третьего студийного альбома Pink Tape в июне 2023 года Lil Uzi Vert анонсировал свой пятый микстейп Barter 16. 16 августа музыкант опубликовал обложку пластинки, которая являлась отсылкой на работу рэпера Янг Тага Barter 6 (2015). Выпуск микстейпа был отменён после того, как 19 августа в интернет просочились несколько песен с пластинки, сам Lil Uzi Vert объявил о том, что он переключился на запись триквела Luv Is Rage.
23 октября 2024 года рэпер выпустил песню «Uzi The Earthling! (TV Show Theme)». Она представляет собой 29-секундный джингл «в духе старого телевидения», а на обложке изображена белая замочная скважина с надписью «EA2» Через день, 24 октября, в социальных сетях Lil Uzi Vert был выпущен трейлер Eternal Atake 2, а на обложках других альбомов исполнителя появился логотип со скважиной.

## Музыкальный стиль и тематика
Eternal Atake 2 — преимущественно трэп-альбом. Пластинка включает в себя элементы поп-рэпа и R&B, как и ранние работы исполнителя. Большая часть альбома была спродюсирована Cashmere Cat и Brandon Finessin.
Подобно своему приквелу, Eternal Atake 2 посвящён темам научной фантастики и космической реальности. В отличие от предыдущих работ, Lil Uzi Vert затрагивает тему несчастной любви. В интервью Complex рэпер сказал: «Я заранее извиняюсь перед многими своими фанатами. Я знал, что они все чувствовали энергию, которую я давал, и, по сути, я не отдавал всего себя. А теперь я вернулся, отдавая всего себя, и я не знаю, почему этого не было [раньше]». «Chill Bae» описывается как «извиняющийся, исповедальный и освежающе человечный» и считается лучшим треком на пластинке по версии издания Billboard.

## Запись
После выхода Eternal Atake 2 Lil Uzi Vert дал интервью Complex, в котором рассказал, что мотивация выпуска сиквела возникла из-за утечки в сеть приквела до его выхода. Он также заявил, что хотел исполнить песни из оригинального альбома в туре, однако из-за пандемии COVID-19 это оказалось невозможным, поэтому рэпер всегда собирался «вернуться и сделать Eternal Atake 2».
Lil Uzi Vert сказал, что хотел вернуться к своим музыкальным корням. Когда журнал Rolling Stone спросил его о процессе записи альбома, он ответил, что «все записи новые вплоть до бонусного трека».

## Список композиций
| №                   | Название                               | Автор(ы)                                                                  | Продюсер(ы)                                         | Длительность |
| ------------------- | -------------------------------------- | ------------------------------------------------------------------------- | --------------------------------------------------- | ------------ |
| 1.                  | «We Good»                              | Symere Woods Magnus Høiberg Ebony Oshunrinde [англ.]                      | Cashmere Cat WondaGurl [англ.]                      | 2:05         |
| 2.                  | «Light Year (Practice)»                | Woods Brandon Veal Kidus Adal                                             | Brandon Finessin USKIDS                             | 2:44         |
| 3.                  | «Meteor Man»                           | Woods Høiberg Jalan Lowe [англ.] Vladimir Grishin [англ.]                 | Cashmere Cat Lil 88 [англ.] Henney Major [англ.]    | 3:47         |
| 4.                  | «Paars in the Mars»                    | Woods Høiberg Ivison Smith                                                | Cashmere Cat Ike Beatz                              | 3:00         |
| 5.                  | «The Rush» (при участии Big Time Rush) | Woods Høiberg Veal Markos Muniz Emil Kaiser Daniel Greene                 | Cashmere Cat Brandon Finessin Madd Maks Shinju SOHI | 3:06         |
| 6.                  | «Not an Option»                        | Woods Veal Leon Balint Numair Alan                                        | Brandon Finessin Leqn Mental                        | 2:30         |
| 7.                  | «She Stank»                            | Woods Høiberg Lowe Dylan Jansen Jae Lawler Lawrence Parker Scott Sterling | Cashmere Cat Lil 88 Dylxn Martyr                    | 2:05         |
| 8.                  | «Mr Chow»                              | Woods Veal Jai'el Blackmon Michael Alberro                                | Brandon Finessin JDolla Emphasis                    | 2:57         |
| 9.                  | «Lyft Em Up»                           | Woods Veal Bryce Frizzell Travis Barker                                   | Brandon Finessin BryceUnknwn y2tnb                  | 2:44         |
| 10.                 | «Chips and Dip»                        | Woods Veal                                                                | Brandon Finessin                                    | 2:46         |
| 11.                 | «Black Hole»                           | Woods Veal Khalil Key Rima                                                | Brandon Finessin Trillion Rima                      | 2:48         |
| 12.                 | «Chill Bae»                            | Woods Høiberg Smith Luka Berman Nathaniel Kim                             | Cashmere Cat Ike Beatz Gabe Lucas Crater            | 2:18         |
| 13.                 | «Goddard Song»                         | Woods Høiberg                                                             | Cashmere Cat                                        | 2:19         |
| 14.                 | «PerkySex»                             | Woods Høiberg Charlie Puth                                                | Cashmere Cat Puth                                   | 2:50         |
| 15.                 | «Conceited»                            | Woods Høiberg Puth                                                        | Cashmere Cat Puth                                   | 3:09         |
| 16.                 | «Space High»                           | Woods Høiberg Mohamed Camara [англ.] Jammarius Hill Darko Ivančević       | Cashmere Cat MCVertt [англ.] Trgc darko ivx         | 2:11         |
| Общая длительность: | Общая длительность:                    | Общая длительность:                                                       | Общая длительность:                                 | 43:19        |

## Приём

### Рецензии
| Совокупная оценка | Совокупная оценка |
| Источник          | Оценка            |
| ----------------- | ----------------- |
| Metacritic        | 51/100            |
| Оценки критиков   |                   |
| Источник          | Оценка            |
| Clash             | 5/10              |
| Pitchfork         | 4.7/10            |

Eternal Atake 2 был встречен смешанными отзывами. Робин Мюррей из журнала Clash заключил, что «Eternal Atake 2 далеко не ужасен, но демонстрирует больше признаков отката Lil Uzi Vert — контроль качества потускнел, а чувство ориентации, проявленное в его ранних работах, ослабло». Альфонс Пьер в статье для Pitchfork сравнил сиквел с первой частью: «Кажется, что оригинальная EA вышла так давно. В то время Узи был по-настоящему противоречивой фигурой в хип-хоп-культуре, который с каждым релизом менял звучание рэпа. Теперь, с EA2, он просто надеются никого не отпугнуть».

### Коммерческий успех
Eternal Atake 2 дебютировал на третьем месте в чарте Billboard 200 с 59000 эквивалентными единицами, состоящими из 3000 чистых продаж альбома и 56000 потоковых единиц (рассчитанных на основе 76,43 миллионов прослушиваний на стриминговых сервисах). Пластинка уступила лидерство работам Chromakopia Tyler, the Creator и Short n’ Sweet Сабрины Карпентер. Остальные три студийных альбома Lil Uzi Vert дебютировали на первой строчке, среди них Eternal Atake 2 стал самым низкопродаваемым за первую неделю.

## Чарты
| Чарт (2024)                            | Высшая позиция |
| -------------------------------------- | -------------- |
| Австралия (ARIA)                       | 70             |
| Австралия (ARIA Hip Hop/R&B Albums)    | 17             |
| Австрия (Ö3 Austria)                   | 27             |
| Бельгия/Фландрия (Ultratop)            | 57             |
| Канада (Canadian Albums Chart)         | 11             |
| Нидерланды (Album Top 100)             | 49             |
| Германия (Offizielle Top 100)          | 99             |
| Исландия (Tónlistinn)                  | 29             |
| Ирландия (IRMA)                        | 86             |
| Литва (AGATA)                          | 30             |
| Новая Зеландия (RMNZ)                  | 19             |
| Португалия (AFP)                       | 62             |
| Швейцария (Schweizer Hitparade)        | 11             |
| Великобритания (UK Albums Chart)       | 47             |
| США (Billboard 200)                    | 3              |
| США (Billboard Top R&B/Hip-Hop Albums) | 2              |

## История релиза
| Регион    | Дата           | Format                        | Прим.         |
| --------- | -------------- | ----------------------------- | ------------- |
| Различный | 1 ноября 2024  | CD Цифровая загрузка Стриминг | [ 33 ] [ 34 ] |
| Различный | 6 декабря 2024 | LP                            | [ 35 ]        |